# Djawal Kaiba
Djawal Kaiba (8 febbraio 2003) è un calciatore camerunese, centrocampista dell'SW Bregenz, in prestito dall'Altach, e della nazionale camerunese.

## Carriera

### Club
Nel 2023 si è unito all'Altach in Austria a titolo definitivo.

### Nazionale
Il 28 agosto 2023 ha debuttato con il Camerun contro la Guinea Equatoriale nelle qualificazioni per il Campionato delle nazioni africane 2022.

## Statistiche

### Presenze e reti nei club
Statistiche aggiornate al 26 ottobre 2023.
| Stagione        | Squadra           | Campionato      | Campionato | Campionato | Coppe nazionali | Coppe nazionali | Coppe nazionali | Coppe continentali | Coppe continentali | Coppe continentali | Altre coppe | Altre coppe | Altre coppe | Totale | Totale | Totale |
| Stagione        | Squadra           | Comp            | Pres       | Reti       | Comp            | Pres            | Reti            | Comp               | Pres               | Reti               | Comp        | Pres        | Reti        | Pres   | Reti   |        |
| --------------- | ----------------- | --------------- | ---------- | ---------- | --------------- | --------------- | --------------- | ------------------ | ------------------ | ------------------ | ----------- | ----------- | ----------- | ------ | ------ | ------ |
| 2021-2022       | Cotonsport Garoua |                 | -          | -          |                 | -               | -               | CCC                | 10                 | 0                  |             | -           | -           | 10     | 0      |        |
| 2022-2023       | Cotonsport Garoua |                 | -          | -          |                 | -               | -               | CCC                | 6                  | 0                  |             | -           | -           | 6      | 0      |        |
| 2023-2024       | Altach Juniors    | RL              | 12         | 1          |                 | -               | -               |                    | -                  | -                  |             | -           | -           | 12     | 1      |        |
| Totale carriera | Totale carriera   | Totale carriera | 12         | 1          |                 | -               | -               |                    | 16                 | 0                  |             | -           | -           | 28     | 1      |        |

### Cronologia presenze e reti in nazionale
| Cronologia completa delle presenze e delle reti in nazionale ― Camerun | Cronologia completa delle presenze e delle reti in nazionale ― Camerun | Cronologia completa delle presenze e delle reti in nazionale ― Camerun | Cronologia completa delle presenze e delle reti in nazionale ― Camerun | Cronologia completa delle presenze e delle reti in nazionale ― Camerun | Cronologia completa delle presenze e delle reti in nazionale ― Camerun | Cronologia completa delle presenze e delle reti in nazionale ― Camerun | Cronologia completa delle presenze e delle reti in nazionale ― Camerun |
| Data                                                                   | Città                                                                  | In casa                                                                | Risultato                                                              | Ospiti                                                                 | Competizione                                                           | Reti                                                                   | Note                                                                   |
| ---------------------------------------------------------------------- | ---------------------------------------------------------------------- | ---------------------------------------------------------------------- | ---------------------------------------------------------------------- | ---------------------------------------------------------------------- | ---------------------------------------------------------------------- | ---------------------------------------------------------------------- | ---------------------------------------------------------------------- |
| 28-8-2022                                                              | Malabo                                                                 | Guinea Equatoriale                                                     | 1 – 0                                                                  | Camerun                                                                | Qual. CHAN 2022                                                        | -                                                                      | 87’                                                                    |
| 4-9-2022                                                               | Garoua                                                                 | Camerun                                                                | 2 – 0                                                                  | Guinea Equatoriale                                                     | Qual. CHAN 2022                                                        | 1                                                                      | 87’                                                                    |
| 9-11-2022                                                              | Yaoundé                                                                | Camerun                                                                | 1 – 1                                                                  | Giamaica                                                               | Amichevole                                                             | 1                                                                      | 69’                                                                    |
| 16-1-2023                                                              | Bir El Djir                                                            | Camerun                                                                | 1 – 0                                                                  | Rep. del Congo                                                         | CHAN 2022                                                              | -                                                                      |                                                                        |
| 24-1-2023                                                              | Bir El Djir                                                            | Niger                                                                  | 1 – 0                                                                  | Camerun                                                                | CHAN 2022                                                              | -                                                                      | 61’                                                                    |
| Totale                                                                 |                                                                        | Presenze                                                               | 5                                                                      |                                                                        | Reti                                                                   | 2                                                                      |                                                                        |

## Palmarès

### Club

#### Competizioni nazionali
- Campionato camerunese: 1

Cotonsport Garoua: 2022-2023